# Carla Baron
Carla Baron ist eine US-amerikanische Schauspielerin der 1980er Jahre.

## Leben
Baron wirkte in den späten 1980er Jahren in mehreren Splatterfilmen mit. 1988 war sie im Film Beast You! in der Rolle der Frankie, im Film Necromancer – Das Tor zur Hölle in der Rolle der Gail und im Film Halloween Night: Satan lebt! in der Rolle der Vera zu sehen. 1989 hatte sie im Film The Jigsaw Murders eine Nebenrolle inne und verkörperte im Film Terror Night die Rolle der Lorraine. Anschließend zog sie sich aus dem Filmschauspiel zurück.

## Filmografie (Auswahl)
- 1988: Beast You! (Sorority Babes in the Slimeball Bowl-O-Rama)
- 1988: Necromancer – Das Tor zur Hölle (Necromancer)
- 1988: Halloween Night: Satan lebt! (Hack-O-Lantern)
- 1989: The Jigsaw Murders
- 1989: Terror Night